# Santomera
Santomera település Spanyolországban, Murciában. Santomera Murcia, Fortuna és Orihuela községekkel határos. Lakosainak száma 16 320 fő (2024).

## Népesség
A település népessége az elmúlt években az alábbi módon változott:
| Lakosok száma | 11 566 | 12 777 | 14 323 | 15 319 | 15 709 | 15 860 | 16 058 | 16 206 | 16 125 | 16 320 |
|               | 2001   | 2004   | 2007   | 2009   | 2012   | 2014   | 2017   | 2019   | 2022   | 2024   |